# Girl Gone Wild
"Girl Gone Wild" är en låt framförd av den amerikanska popartisten Madonna, utgiven som den andra singeln från hennes tolfte studioalbum MDNA den 2 mars 2012. Låten skrevs av Madonna, Jenson Vaughan, Alle Benassi och Benny Benassi.
En svartvit musikvideo i regi av Mert och Marcus släpptes den 20 mars 2012. Den hyllades av kritiker för sin redigering, koreografi, djärvhet och Madonnas look.

## Bakgrund
I december 2010 skrev Madonna ett inlägg på sin Facebook-sida i vilket hon utbrast: "Det är officiellt! Jag måste röra på mig. Jag måste svettas. Jag måste göra ny musik! Musik jag kan dansa till. Jag är på jakt efter de galnaste, sjukaste, tuffaste människorna att samarbeta med. Jag säger bara det [...].". Den 4 juli 2011 tillkännagav Madonnas manager Guy Oseary att Madonna hade gått in i studion för att påbörja inspelningen av sitt tolfte studioalbum. Madonna värvade producenten Benny Benassi som samarbetspartner för projektet. Benassi arbetade vid tillfället på sitt fjärde studioalbum Electroman när Patrick Moxey från producentens skivbolag Ultra Records uppgav att Benassi skulle "fungera bra ihop med några av de större amerikanska världsartisterna", varpå han föreslog ytterligare låtar från Benassi och hans produktionspartner Ale (Alejandro) Benassi, också hans kusin. Några av de demos han producerade skickades sedan till låtskrivaren Jenson Vaughan, som sa: "Jag var väldigt attraherad av hans texter och jag känner Benassi i mina ben, för att de där basdrivna låtarna är så inspirerade. Det är lite som matlagning, typ, 'Ååh, hur skulle det här låta tillsammans?'". Efter en vecka skickade Vaughan tillbaka en demo som Moxey delade med Benassi europeiske medmanager Paul Sears, som i sin tur delade den med Madonnas manager Guy Oseary.

## Låtlista
- CD-singel / 12"-vinylsingel[6]

1. "Girl Gone Wild" (Album version) — 3:43
2. "Girl Gone Wild" (Justin Cognito Extended Remix) — 4:48

- CD-maxisingel / iTunes Remix-EP[7]

1. "Girl Gone Wild" (Madonna vs Avicii - Avicii's UMF Mix) — 5:16
2. "Girl Gone Wild" (Dave Audé Remix) — 8:05
3. "Girl Gone Wild" (Justin Cognito Remix) — 4:48
4. "Girl Gone Wild" (Kim Fai Remix) — 6:33
5. "Girl Gone Wild" (Lucky Date Remix) — 5:06
6. "Girl Gone Wild" (Offer Nissim Remix) — 6:49
7. "Girl Gone Wild" (Dada Life Remix) — 5:15
8. "Girl Gone Wild" (Rebirth Remix) — 6:49

## Medverkande
- Madonna – sång, låtskrivare, producent
- Jenson Vaughan – låtskrivare
- Alessandro "Alle" Benassi – låtskrivare, producent
- Marco "Benny" Benassi – låtskrivare, producent
- Demacio "Demo" Castellon – inspelning, ljudmix för The Demolition Crew
- Philippe Weiss – inspelning
- Graham Archer – inspelning
- Angie Teo – inspelning
- Stephen "The Koz" Kozmeniuk – redigering, vocoder för The Demolition Crew

Medverkande är hämtade ur albumhäftet till MDNA.

## Listplaceringar
| Lista (2012)                        | Högsta position |
| ----------------------------------- | --------------- |
| Finland (Finlands officiella lista) | 13              |
| Frankrike (SNEP)                    | 13              |
| Irland (IRMA)                       | 93              |
| Italien (FIMI)                      | 4               |
| Kanada (Canadian Hot 100)           | 42              |
| Schweiz (Schweizer Hitparade)       | 29              |
| Storbritannien (UK Singles Chart)   | 73              |
| Sverige (Sverigetopplistan)         | 38              |
| USA Bubbling Under Hot 100 Singles  | 6               |
| Österrike (Ö3 Austria Top 40)       | 62              |